# Elettaria surculosa
Elettaria surculosa är en enhjärtbladig växtart som först beskrevs av Karl Moritz Schumann, och fick sitt nu gällande namn av Brian Laurence Burtt och Rosemary Margaret Smith. Elettaria surculosa ingår i släktet Elettaria och familjen Zingiberaceae. Inga underarter finns listade i Catalogue of Life.